# Рамтаун (Нью-Джерсі)
Рамтаун (англ. Ramtown) — переписна місцевість (CDP) в США, в окрузі Монмаут штату Нью-Джерсі. Населення — 6329 осіб (2020).

## Географія
Рамтаун розташований за координатами 40°6′53″ пн. ш. 74°9′1″ зх. д. / 40.11472° пн. ш. 74.15028° зх. д. (40.114713, -74.150158).  За даними Бюро перепису населення США в 2010 році переписна місцевість мала площу 5,71 км², з яких 5,68 км² — суходіл та 0,03 км² — водойми.

## Демографія
Згідно з переписом 2010 року, у переписній місцевості мешкали 6242 особи в 1924 домогосподарствах у складі 1688 родин. Густота населення становила 1094 особи/км².  Було 1963 помешкання (344/км²).
Расовий склад населення:
| - 91,5 % — білих - 2,8 % — чорних або афроамериканців - 2,8 % — азіатів - 0,1 % — вихідців з тихоокеанських островів - 0,1 % — корінних американців - 1,4 % — осіб інших рас |

До двох чи більше рас належало 1,2 %. Частка іспаномовних становила 7,4 % від усіх жителів.
За віковим діапазоном населення розподілялося таким чином: 28,4 % — особи молодші 18 років, 65,8 % — особи у віці 18—64 років, 5,8 % — особи у віці 65 років та старші. Медіана віку мешканця становила 38,0 року. На 100 осіб жіночої статі у переписній місцевості припадало 96,7 чоловіків;  на 100 жінок у віці від 18 років та старших — 94,2 чоловіків також старших 18 років.
Середній дохід на одне домашнє господарство  становив 114 693 долари США (медіана — 109 181), а середній дохід на одну сім'ю — 124 040 доларів (медіана — 114 438). Медіана доходів становила 66 838 доларів для чоловіків та 53 798 доларів для жінок. За межею бідності перебувало 1,8 % осіб, у тому числі 2,0 % дітей у віці до 18 років та 0,0 % осіб у віці 65 років та старших.
Цивільне працевлаштоване населення становило 3494 особи. Основні галузі зайнятості: освіта, охорона здоров'я та соціальна допомога — 28,7 %, роздрібна торгівля — 14,1 %, науковці, спеціалісти, менеджери — 10,4 %, мистецтво, розваги та відпочинок — 10,4 %.